# Hermann Schrader (Jurist)
Hermann Lothar Wilhelm Schrader (* 18. Februar 1885 in St. Johann (Saar); † 8. Februar 1968 in Kassel) war ein deutscher Jurist, Vertreter des Landeshauptmanns der Provinz Hessen-Nassau und Vorstandsmitglied des Bundesverbandes der landwirtschaftlichen Berufsgenossenschaften.

## Leben
Hermann Schrader war ein Sohn des Oberlandesgerichtsrats Heinrich Schrader und dessen Ehefrau Clothilde von Meyerfeld. Nach dem Abitur am Wilhelmsgymnasium Kassel im Jahre 1904 absolvierte er ein Studium der Rechtswissenschaften an der Philipps-Universität Marburg und der Christian-Albrechts-Universität zu Kiel, das er 1907 mit dem ersten juristischen Staatsexamen abschloss. Nach dem Referendariat im Oberlandesgerichtsbezirk Kassel legte er 1913 die große juristische Staatsprüfung ab und wurde zum Gerichtsassessor ernannt.
Bevor er von 1914 an Kriegsdienst leisten musste, war er bei einem Notar in Berlin, beim Amtsgericht Kassel und als juristischer Hilfsarbeiter bei der Bezirksregierung Kassel beschäftigt. 1918 beendete er als Leutnant der Reserve seinen Kriegseinsatz und fand als Landesrat beim Provinzialverband der Provinz Hessen-Nassau eine Anstellung. Er wechselte als beamtetes Mitglied des Vorstandes zur Landesversicherungsanstalt Hessen-Nassau und war im Anschluss bis zum 31. Juli 1953 leitender Dezernent der Hessen-nassauischen landwirtschaftlichen Berufsgenossenschaft. 
1936 wurde er vom Reichsminister des Innern zum 1. Vertreter des Landeshauptmanns der Provinz Hessen-Nassau bestellt.
Mit der Einführung der Selbstverwaltung in der gesetzlichen Unfallversicherung wurde er Anfang des Jahres 1954 hauptamtliches Vorstandsmitglied des Bundesverbandes der landwirtschaftlichen Berufsgenossenschaften. In dieser Funktion war er ein profunder Kenner der gesetzlichen Unfallversicherung und wurde zum 30. Juni 1957 in den Ruhestand verabschiedet. 
1914 heiratete er Elisabeth Menche, mit der er den Sohn Hans Ludolf (* 1918) und die Tochter Annemarie (* 1921) hatte.

## Schriften
- Die gemeinsame rechtliche Wurzel der Privat- und der Sozialversicherung (Schriftenreihe des Instituts für Versicherungswissenschaft an der Universität Köln), Duncker & Humblot Verlag, Berlin 1950

## Auszeichnungen und Ehrungen
- 1918 Eisernes Kreuz II. Klasse
- 1918 Ehrenkreuz des Weltkrieges
- Verwundetenabzeichen in Schwarz
- Kriegsverdienstkreuz II. Klasse
- 1954 Großes Bundesverdienstkreuz
- 1960 Ehrenvorsitzender des Bundesverbandes der landwirtschaftlichen Berufsgenossenschaften

## Öffentliche Ämter
- 1937–1954 ehrenamtlicher Vorsitzender des Reichsverbandes der deutschen landwirtschaftlichen Berufsgenossenschaften